# 통영 용화사
통영 용화사(統營 龍華寺)는 대한민국 경상남도 통영시 봉평동에 있는 조선시대의 절이다.
1983년 7월 20일 경상남도의 문화재자료 제10호 용화사로 지정되었다가, 2018년 12월 20일 현재의 명칭으로 변경되었다.

## 개요
지은 시기를 정확하게 알 수 없으나 신라 때부터 법통을 이어온 것으로 추정한다. 조선 인조 6년(1628)에 큰 화재로 대부분의 건물이 소실되었고 그 뒤 여러 차례 복원하면서 절 이름도 '용화사'로 바뀌었다.
경내에는 절의 중심 건물인 보광전을 비롯하여 명부전, 용화전 등의 법당이 있고 스님들이 생활하는 요사채와 해월루라는 누각이 있다.

## 참고 자료
- 용화사 - 국가유산청 국가유산포털